# Cortelazor
Cortelazor és un municipi de la província de Huelva (Andalusia), que pertany a la comarca de Sierra de Huelva. Els seus habitants es diuen cortelazoreño o cortelazoreña, tot i que són coneguts com a zorros. L'any 2010 tenia 300 habitants. La seva extensió superficial és de 40 km² i una densitat de 7,5 hab/km². Les seves coordenades són 37° 56′ N 6′ 37″ O. Està situat a una latitud de 624 metres. Cortelazor està a 120 km de la capital de la província de Huelva i a 100 km de la Comunitat Autònoma, Sevilla.
- Cortelazor la Real Arxivat 2015-11-24 a Wayback Machine.
- Historia de Cortelazor Arxivat 2015-11-24 a Wayback Machine.

## Clima
- El seu clima és mediterrani, tot i que té alguna característica d'un clima muntanyós, ja que les seves precipitacions giren entorn dels 1.100 mm d'aigua a l'any. L'época amb més precipitacions és la tardor i la primavera. A l'hivern pot nevar. Es vol destacar les nevades que es van produir l'any 1991, 2005 i 2006. La temperatura anual és d'uns 14 graus.

## Flora i fauna
- Per una banda, el tipus de vegetació que podem trobar en aquesta zona municipal és l'associada al bosc "esclerofil·le", constituïda per l'alzina surera, l'alzina i l'olivera, i diversos tipus de matolls. També trobem comunitats de castanyers en les zones més altes. Es poden trobar espècies com el pi marí o l'eucaliptus. Per altra banda, s'ha de destacar la fauna mamífer com el cérvol, senglar, guineu i teixó. Per falta d'una consciència ambiental adequada van desaparèixer, d'aquesta zona, les comunitats de llops durant el segle xx. També hem de destacar el voltor negre (de la serra d'Aracena i del sud d'Extremadura, llocs de la península Ibèrica on encara queden aquestes espècies) i la cigonya negra (escassa a la península). A més a més hi ha espècies com l'àguila real, la cigonya blanca, la milana, el voltor, etcètera. Altres animals més petits que ens podem trobar poden ser la salamandra, la sargantana, la granota, etcètera. Quant a espècies ramaderes trobem com a líder indiscutible el porc ibèric, seguit de la vaca, les cabres i les gallines. Com a mitjà de càrrega i transport tradicional trobem el burro, tot i que aquesta espècie està a punt d'extingir-se degut als transports actuals a motor.

## Llocs, edificis i esdeveniments d'interès
- - El Olmo Viejo: és un dels símbols del municipi degut a la seva edat i ubicació. Es calculen uns 90 anys i des de sempre ha format part del poble. Al principi es feien reunions del concell de la vila i en l'actualitat és un participant de les expressions populars com el Nadal, carnaval, ... Segueix sent un punt de trobada entre els joves.
  - L'església: és el temple parroquial, construït entre 1.565 i 1.587. Té cinc trams en la seva única nau. Els primers pertanyien a l'església original, i l'últim va ser incorporat en l'ampliació del segle xvii. En aquesta ampliació es van canviar diferents parts per seguir conservant-la. Actualment té dues boniques campanes que es diuen "Ave María" la major, i "Jesús, María y José" la petita. Les dues van ser refoses l'any 1.834. En la façana sud es troba el rellotge de sol que data des del 1.701. A l'interior ens trobem els altars: major, la Virgen del Rosaria, del Cristo de la Veracruz, de las Ánimas, de San Antonio, de la Virgen de los Dolores i de San Agustín.
  - Charco Malo (toll dolent) i riveras (riberes): en el curs d'Arroyo de la Guijarra i els escassos quilòmetres de Cortelazor la Real, es pot gaudir d'un fantàstic paratge del Charco Malo: una caldera provocada per un salt d'aigua en una zona obaga i al mig d'una preciosa vall. Los Arroyos creen una galaria de bosc formats per verns, àlbers i freixes. També hi ha vells i bells llacs, on cal destacar el San Ildefonso, el Sapo, el Cura, el Azul, ...
  - Lavadero: l'edificació és coneguda per "Lavadero de la Fuente Chica". És una font, safareig i abeurador, que es troba en un espai protegit, ja que es produeix un desnivell des de la zona del camí al lloc on es troba aquesta edificació. En un primer tram ens trobem el pilar pel guanyat que se situa de forma perpendicular al safareig. Aquest abeurador té unes dimensions aproximades d'uns sis metres. En el centre del pilar se situa el cos central on sobresurt una canella que raja aigua.
  - El Alto del Palancar: és una de les millors vistes de la Serra, des d'on es poden contemplar diferents pobles de la comarca. A 2 km del poble de Cortelazor, en direcció sud, condueix als alts del Palancar. Des d'allà es pot gaudir d'una gran i bella panoràmica. Es veuen diferents pobles com: Cañaveral de León, Cortegana, Fuenteheridos, Jagubo, Los Marines i Navahermosa.
  - Ermita Virgen de la coronada: edifici del segle xiii, on en el seu interior hi ha una talla policromada de la Verge, original del segle xvi. Està situada a 4 km del poble on es venera a la Virgen de la Coronada. És una de les quatre ermites més antigues de la Serra. Els orígens es remunten al segle xii. Actualment es conserva l'església de los Remedios, situada a la plaça del poble, on se celebra missa tots els diumenges i altres cultes religiosos.
  - Certamen Nacional de Pintura al Aire Libre: se celebre cada any des del 1999 el primer dissabte d'agost, convertint-se en un dia festiu on diferents pintors interessats a participar es dispersen pels carrers i zones pròximes per pintar hermosos quadres. El poble convida a tots aquells interessats i celebra un esmorzar, una extensa exposició dels quadres a la plaça central i l'entrega de premis. Així és, Cortelazor, el primer dissabte de cada mes d'agost desprèn color.
  - Museo de Artsanía Popular: Museu de José Navarro Pérez. José Navarro ens sedueix amb el reflex de les èpoques i vivències passades. Superades les prestacions d'aquests estris per les que ens brinden els materials i tecnologies actuals, els objectes que emergeixen de les mans artesanes troben una altra finalitat mostrant tota la senzillesa i esplendor de l'antiguitat. José Navarro Pérez és un dels últims grans artesans rurals què disposem en la comarca. El procés l'inicia amb la recerca de la matèria primera. Treballa fonamentalment amb el bruc natzarè, el blanc. A partir d'aquest moment entren en joc el càvec i la destral, que deixaran pas a l'aixa, la raspa, i la navalla. Ganivets fabricats per ell mateix, vidre i vidre completen el particular instrument amb el qual treballa. Qualsevol lloc és bo per desenvolupar la seva activitat creativa: la casa, el bar, el carrer o un banc de la plaça central. Ha realitzat jocs de culleres, forquilles i paletes, tasses, gerres, clauer i altres objectes, que sumen més de 1.000 peces, lleurades al llarg dels últims 40 anys. En l'any 1998, l'artista que dona nom al museu i la seva dona, Pilar Sánchez Blanco, donen al poble la seva col·lecció privada. Sense aquest exemple de generositat, no hagués estat possible la creació del Museo.

## Festes
- - Reyes Magos
  - Pascua de Semana Santa
  - Romería de la Virgen de la Coronada
  - Las Cruces de Mayo
  - Fiesta de San Juan
  - Fiestas Patronales

## CaminsArxivat2015-11-26 aWayback Machine.
- - Puerto Colchón
  - Camino de las Viñas
  - Camino de Valdelarco
  - Los Callejones
  - Camino del Charco Malo
  - Camino de Conterrangel
  - Camino de Hinojales
  - Camino de las Veguillas

## Demografia
| 1996 | 1998 | 1999 | 2000 | 2001 | 2002 | 2003 | 2004 | 2005 | 2010 |
| ---- | ---- | ---- | ---- | ---- | ---- | ---- | ---- | ---- | ---- |
| 338  | 326  | 327  | 317  | 312  | 302  | 314  | 301  | 289  | 300  |

Tenint en compte INE es poden afirmar aquest progrés.